# Zbigniew Pietrasiński
Zbigniew Pietrasiński (ur. 24 września 1926 w Wieluniu, zm. 30 lipca 2010 w Warszawie) – polski psycholog, profesor nauk humanistycznych. 

## Życiorys
Popularyzator nauki, nauczyciel akademicki i wychowawca pokoleń studentów. Główne zainteresowania naukowe: optymalizacja działalności i rozwoju człowieka na podstawie dorobku psychologii, prakseologii, teorii organizacji i pedagogiki. Badacz procesów twórczych, entuzjasta teorii rozwoju człowieka w ciągu życia, autor książek o twórczości i mądrości. Członek Polskiej Zjednoczonej Partii Robotniczej w latach 1950–1981. W roku 1996 współzałożyciel (z Andrzejem Eliaszem i Januszem Reykowskim) Szkoły Wyższej Psychologii Społecznej, gdzie do 16 czerwca 2006 był prorektorem ds. studenckich.

## Wykształcenie
- 1950 – magisterium z filozofii, Uniwersytet Warszawski
- 1955 – doktorat z psychologii w moskiewskim Instytucie Pedagogicznym pod kierunkiem H. D. Lewitowa
- 1971 – habilitacja, Uniwersytet Warszawski
- 1977 – tytuł profesora nadzwyczajnego
- 1993 – tytuł profesora zwyczajnego[1]

## Kariera zawodowa
- 1955–1971 – Wydział Psychologii i Pedagogiki UW oraz Centralny Ośrodek Doskonalenia Kadr Kierowniczych w Warszawie (1967–1970)
- 1972–1980 – Instytut Badań Pedagogicznych w Warszawie oraz Instytut Organizacji i Kierowania UW (1972–1975)
- 1980–1996 – Instytut Psychologii PAN w Warszawie oraz Prywatna Wyższa Szkoła Handlowa (1993–1995)
- 1996–2010 – Szkoła Wyższa Psychologii Społecznej w Warszawie (współzałożyciel, od chwili założenia SWPS do 16 czerwca 2008 prorektor do spraw studenckich)[1].

## Poglądy i osiągnięcia
Jako kontynuator myśli Tadeusza Tomaszewskiego reprezentował poznawczą i jednocześnie podmiotową orientację w psychologii. Inną inspiracją była prakseologiczna, racjonalistyczna teoria Tadeusza Kotarbińskiego. Był zwolennikiem trójkomponentowego modelu determinacji człowieka, kładąc nacisk  na trzeci z tych komponentów – autodeterminację, sceptycznie odnosząc się zwłaszcza do czynnika środowiskowego, określając go ironicznie jako urabianie. Głównym przedmiotem jego zainteresowań badawczych i popularyzatorskich było wspomaganie autokreacji i twórczości jednostki przez odpowiednie wzbogacanie jej wiedzy i samowiedzy (kompetencja biograficzna). Zajmując się rozwojem intelektualnym i osobowościowym w ciągu życia (ang. life span psychology), w swych ostatnich pracach Pietrasiński wniósł istotne elementy do psychologicznej teorii mądrości Paula Baltesa i innych psychologów.

## Twórczość
Był autorem 17 książek i redaktorem kilku prac zbiorowych oraz ponad 100 artykułów naukowych i popularnonaukowych (np. w Radarze i Charakterach).

### Najważniejsze publikacje książkowe
- Psychologia sprawnego myślenia. Warszawa 1959, Wiedza Powszechna
- Sztuka uczenia się. Warszawa 1960, Wiedza Powszechna, sześć wydań, ostatnie 1990
- Myślenie twórcze. Warszawa 1969, Wydawnictwa Szkolne i Pedagogiczne
- Ogólne i psychologiczne zagadnienia innowacji. Warszawa 1971, Państwowe Wydawnictwo Naukowe
- Kierowanie własnym rozwojem. Warszawa 1977, Iskry
- Czego dowiedziałeś się zbyt późno?. Warszawa 1979, Iskry ISBN 83-207-0002-7
- Rozwój człowieka dorosłego. Warszawa 1990, Wiedza Powszechna
- Mądrość czyli świetne wyposażenie umysłu. Warszawa 2001, Wydawnictwo Scholar ISBN 83-88495-57-7
- Ekspansja pięknych umysłów. Nowy renesans i ożywcza autokreacja. Warszawa 2009, Wydawnictwo CIS
- Dziennik komputerowy z [...]. wybór i opracowanie Teresa Rzepa. Lublin 2015, Wydawnictwo UMCS. Współfinansowanie: Maria Pietrasińska. ISBN 978-83-7784-675-9.

Ponadto w języku angielskim
- The Psychology of Efficient Thinking. London 1969, Pergamon Press
- The Art of Learning. London 1969, Pergamon Press

### Najważniejsze artykuły
- Psychologia kierownictwa. W: Gliszczyńska X. (red.) Psychologia pracy. Wybrane zagadnienia. Warszawa 1979, PWN.
- Człowiek formowany jako podmiot rozwoju. Psychologia Wychowawcza, 1987, XXX, 3, 249-271.
- Rozwój z perspektywy jego podmiotu. W: Tyszkowa M. (red.) Rozwój psychiczny człowieka w ciągu życia. Warszawa 1988, PWN.
- Toward a theory of autonomizing promotion of adult development. Polish Psychological Bulletin, 1988, Vol. 19(1), 31-41.
- Badania nad rozwojem psychicznym dorosłych. Kwartalnik Pedagogiczny, 1988, Nr 3-4, 83-103.
- Rozwój psychiczny człowieka dorosłego. Zdrowie Psychiczne. 1988, Rok 29, nr 1, 13-38.
- Rozwój myślenia i osobowości dorosłych. Oświata Dorosłych 1989, T. XXXII(7), 385-391.
- Promotion of basic developmental skills in adults. W: Fusco A., Battisti F.M., Tomassoni R. (red.) Recent experiences in general and social psychology in Italy and Poland. Milano 1990, Franco Angeli Libri.
- Two models of mental development. W: Hołyst B. (red.) Mental health in a changing world. Warsaw 1990, The Polish Society for Mental Health.
- Optymalizacja czynu a filozofia życia. W: Gasparski W: Strzałecki A. (red.) Logika, praktyka, etyka: przesłania filozofii Tadeusza Kotarbińskiego. Warszawa 1991, Towarzystwo Naukowe Prakseologii.
- Rozwój ludzi dorosłych. W: Wujek T. (red.) Wprowadzenie do pedagogiki dorosłych. Warszawa 1992, PWN, s. 46-74.

### Działalność społeczna i wychowawcza
- I sekretarz POP PZPR w Instytucie Filozofii i Socjologii PAN[2].
- Inspirator i współredaktor studenckiego czasopisma „Psychologia w Teatrze Życia” (SWPS).
- Współtwórca Teatru Studentów SWPS, Kabaretu „Diogenes”, wraz z pisaniem scenariuszy i reżyserią
- Współtwórca Galerii „Wnęka”.
- Organizator integracyjnych spotkań plenerowych dla pracowników i studentów